# Volumen corriente

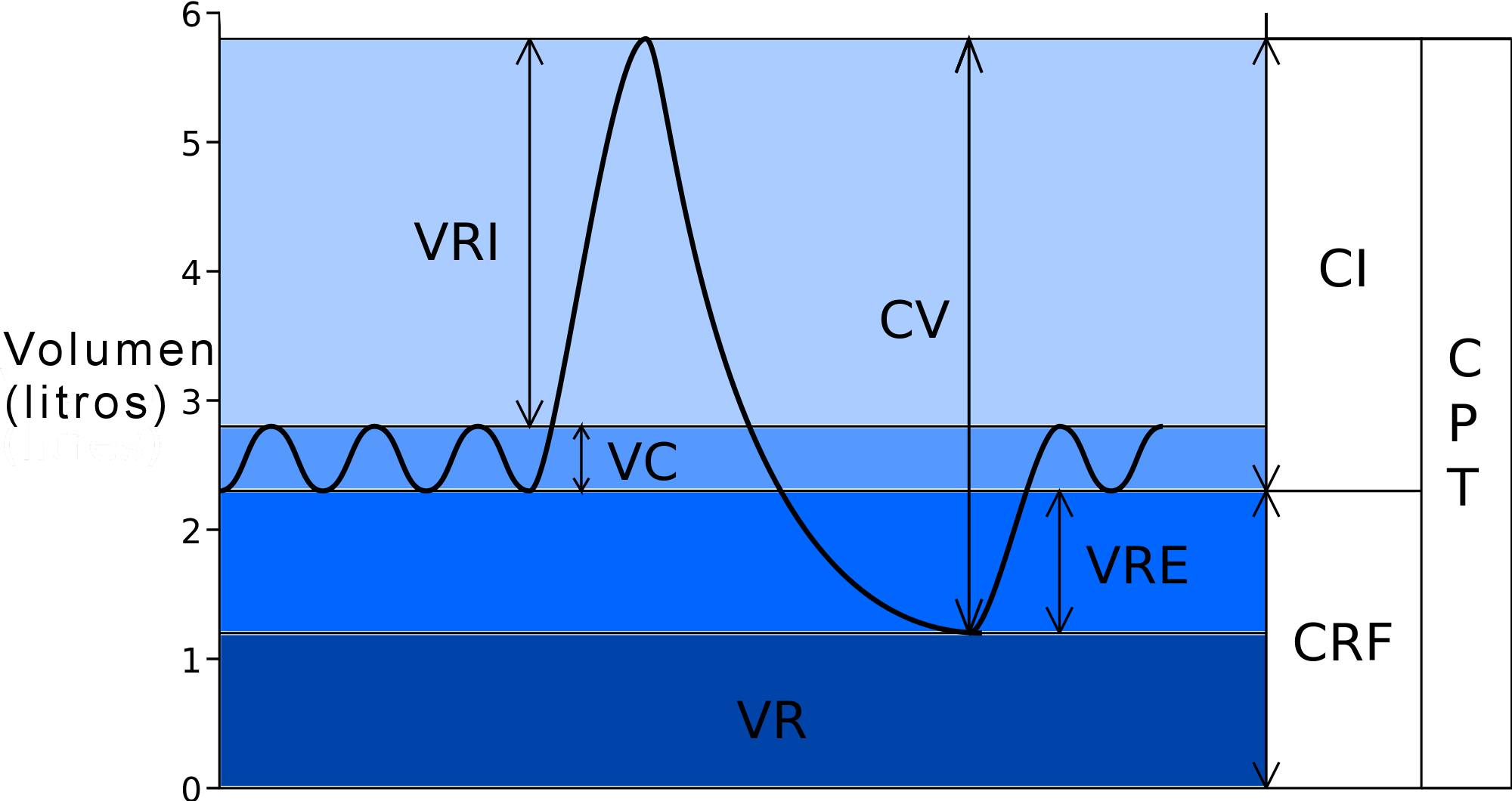
Volúmenes y capacidades pulmonares
VR: Volumen de reserva
VRI: Volumen de reserva inspiratorio
VRE: Volumen de reserva expiratorio
CV: Capacidad vital
CRF: Capacidad residual funcional
CI: Capacidad inspirada
CPT: Capacidad pulmonar total

El volumen corriente o tidal (VC) es el volumen de aire que circula entre una inspiración y espiración normal sin realizar un esfuerzo adicional. El valor normal es de aproximadamente 500 ml o 7 ml/kg de peso corporal.

## Ventilación mecánica
El volumen corriente durante la respiración mecánica debe ser ajustado adecuadamente para proporcionar una ventilación adecuada sin producir barotrauma. Esta medida puede ser afectada por fallas en el circuito ventilatorio o el suministro de gas adicional, por ejemplo medicamentos nebulizados.